# Сървейър
„Сървейър“ е космическа програма, състояща се от полети без екипаж до Луната с меки приземявания без връщане (въпреки че Сървейър 6 е първият космически кораб, излетял от Луната).
Програмата е започната и изпълнена с цел да се демонстрира осъществимостта на меко кацане на Луната. Това е направено в подготовка за програмата „Аполо“. Програмата е осъществена от Лабораторията за реактивно движенние на НАСА и изпълнява няколко други операции, освен основната си задача. Демонстрирана е способността на един космически кораб да прави корекции по време на курса. Освен това прилуняващите се апарати носят инструменти, подпомагащи оценяването на местата за приземяване за това дали са подходящи за приземяване на корабите с екипаж от Аполо.
Няколко космически кораба на Сървейър имат автоматични лопати, предназначени за проверка на механиката на лунната почва. Преди този проект не е известно колко дълбок е лунният прах. Ако той е прекалено дълбок, нито един космонавт не би могъл да се прилуни. Програмата „Сървейър“ доказва, че прилуняванията са възможни. Някои от корабите на Сървейър имат също и инструменти за алфа разсейване и магнити, които помагат за определяне на химическия състав на почвата.
Сървейър има седем мисии, от които пет са успешни. Сървейър 2 и 4 не успяват. Всяка мисия се състои от един кораб без екипаж, конструиран и произведен от самолетната компания Хюз.

## Мисии
- Сървейър 1 - изстрелян през 1966
- Сървейър 2 - изстрелян през 1966
- Сървейър 3 - изстрелян през 1967
- Сървейър 4 - изстрелян през 1967
- Сървейър 5 - изстрелян през 1967
- Сървейър 6 - изстрелян през 1967
- Сървейър 7 - изстрелян през 1968

## Външни препртаки
- ((en)) Резулатати от програмата Сървейър 1969
- ((en)) Анализ на материла от Сървейър 3 и снимки от Аполо 12 1972